# Heilig Hartkathedraal (Rochester)
De Heilig Hartkathedraal (Engels: Sacred Heart Cathedral) is een katholieke kathedraal in de Amerikaanse plaats Rochester (New York). De recent gerenoveerde kathedraal is de zetelkerk van het bisdom Rochester en eveneens de thuisbasis van een parochiegemeenschap.

## Geschiedenis
De parochie werd gesticht in 1911. De eerste steen voor de huidige kerk werd gelegd in 1925. In 1927 kwam de kerk gereed. Sinds 1952 heeft de kerk de status van kathedraal. 

### Renovatie
In 2005 werden de werkzaamheden aan een grote en controversiële renovatie beëindigd. De kosten van de renovatie bedroegen USD 11.000.000. 
Belangrijke wijzigingen waren in de kerk het verplaatsen van het altaar meer naar het centrum om de gelovigen meer bij de dienst te betrekken en het verwijderen van een groot Heilig Hartbeeld achter het altaar dat plaats moest maken voor de bouw van een nieuw orgel. Het koor neemt nu plaats op de plek waar het oude altaar was, zodat het goed te zien is. Een nieuw doopvont werd in het hoofdschip geplaatst om de kerkgangers in staat te stellen de doop te kunnen volgen en er werden kerkbanken verwijderd en vervangen door meer comfortabele stoelen, om zo een flexibele zitgelegenheid voor publieke gebeurtenissen en de verwijdering van het tabernakel naar een zijkapel mogelijk te maken.  
De radicale veranderingen van de kerk werden met name door de meer traditioneel ingestelde gelovigen niet op prijs gesteld en men was boos dat er grote bedragen werden besteed aan de vernieuwingen in de kerk, terwijl elders in het bisdom kerken en scholen gesloten moesten worden. Het feit dat de kathedraal mogelijk een bedevaartsoord wordt als bisschop Fulton John Sheen heilig wordt verklaard, droeg ook bij aan de eis dat de kerk moest blijven in de staat zoals hij was toen de populaire bisschop er nog diende.
De protesten waren niet succesvol. Het bisdom verdedigde de renovatie met het argument dat de renovatie niet alleen uit bouwkundige en esthetische overwegingen werd uitgevoerd, maar ook om de kathedraal in overeenstemming te brengen met de regels en normen die de Katholieke Kerk aan een zetelkerk stelt.